# Comuna Krasne Perșe, Obuhiv
Krasne Perșe (în ucraineană Красне Перше) este o comună în raionul Obuhiv, regiunea Kiev, Ucraina, formată din satele Koziivka și Krasne Perșe (reședința).

## Demografie
Componența lingvistică a comunei Krasne Perșe
     Ucraineană (96,74%)
     Rusă (2,75%)
     Alte limbi (0,51%)
Conform recensământului din 2001, majoritatea populației comunei Krasne Perșe era vorbitoare de ucraineană (96,74%), existând în minoritate și vorbitori de rusă (2,75%).